# 1750-е годы в театре
1750-е годы в театре

## Знаменательные события

### В России
- 30 августа 1756 года императрицей Елизаветой был дан указ Сенату «учредить Русский для представления трагедий и комедий театр». Директором театра был назначен А. П. Сумароков.
- в 1757 году в Петербург приезжает Джованни Батиста Локателли c оперной, балетной и драматической труппой, войдя в структуру русских императорских театров.
- 25 мая 1759 года — первое представление Московского Российского университетского театра в Оперном доме Локателли, показывалась комедия М.-А. Леграна «Новоприезжие» в переводе А. А. Волкова.

## Персоналии
- В 1753 году драматургу Адаму Готфриду Улиху было отказано в соборовании из-за того, что он когда-то был актёром.

### Родились
- 4 декабря — Анж-Этьен-Ксавье-Пуассон де ля Шабосьер, французский либреттист и драматург

### Скончались
- 11 декабря 1757 года — Колли Сиббер, английский актёр, поэт и драматург.